# Chris Christensen (Kryptologe)
Chris Christensen ist ein US-amerikanischer Professor für Mathematik, Kryptologe und Autor zahlreicher Fachaufsätze.

## Leben und Wirken
Nach seiner Ausbildung zunächst an der Michigan Technological University in Houghton (Michigan), die er mit dem Bachelor of Arts (B.A.) abschloss, wechselte er an die Purdue University nach West Lafayette (Indiana). Dort erwarb er den Master of Science (M.Sc.) und promovierte anschließend zum Doctor of Philosophy (Ph.D.).

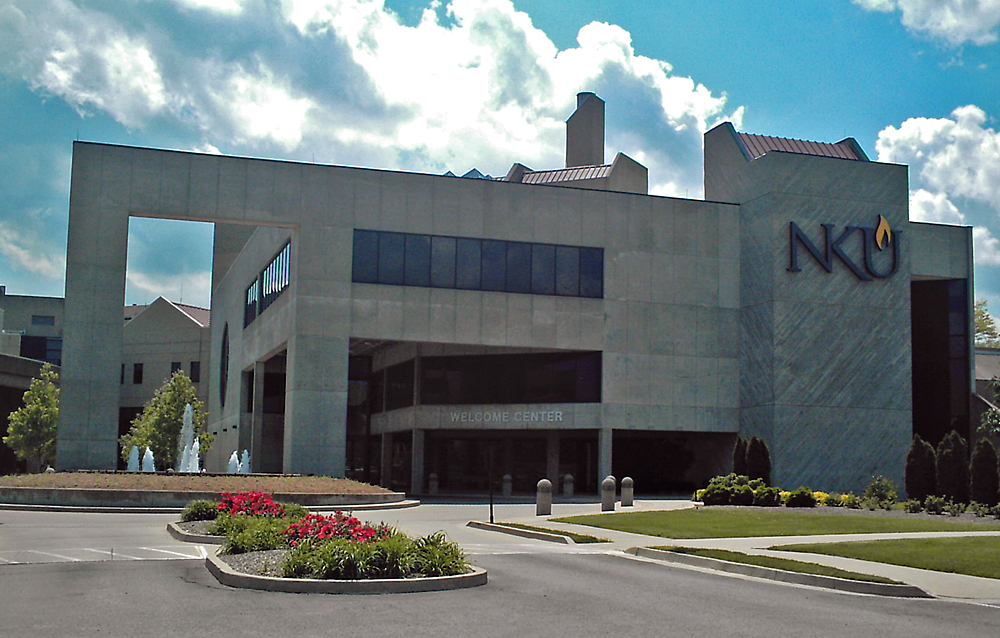
Das Bibliotheksgebäude, die W. Frank Steely Library, der NKU

Seit 1983 forscht und lehrt er an der Northern Kentucky University (NKU), einer der landesweit wenigen Lehranstalten mit einem dezidierten College of Informatics. Dort ist er Inhaber des Lehrstuhls für Mathematik und Statistik, Department of Mathematics and Statistics.
Darüber hinaus ist er ein langjährig fester Mitarbeiter (Review Editor) der renommierten Fachzeitschrift Cryptologia, für die er regelmäßig Reviews über Neuerscheinungen (Bücher und Artikel) zum Thema verfasst. Er ist Autor oder Koautor zahlreicher Fachaufsätze (siehe auch: Schriften) und hat weit über hundert Veröffentlichungen verfasst.
Zu seinen Schwerpunktthemen gehören Personen, Verfahren und Einrichtungen der Kryptologiegeschichte wie beispielsweise David Kahn, Marian Rejewski, Abraham Sinkov, Alan Turing oder die Armed Forces Security Agency, Bletchley Park, Enigma, Hill-Chiffre, Op-20-G, Turing-Bombe und das United States Naval Computing Machine Laboratory. Er gilt als Spezialist für japanische Marinechiffren aus der Zeit vor und während des Zweiten Weltkriegs. Dabei liegt sein Fokus im Speziellen auf dem JN‑25-Code, wobei die Abkürzung JN hier für Japanese Navy (Japanische Marine) steht, sowie auf den japanischen Chiffriermaschinen aus dem Jahr 1931 mit den amerikanischen Decknamen Red, Orange und M‑2 und auf ihren Nachfolgerinnen aus dem Jahr 1937, genannt Purple, Jade und Coral.

## Schriften (Auswahl)
- The Japanese Green Machine. Cryptologia, Online am 5. Februar 2024, doi:10.1080/01611194.2023.2263001.
- T.R. Hollcroft’s Problem. Cryptologia, 2024, S. 1–35, doi:10.1080/01611194.2023.2277276.
- Genevieve Grotjan’s “great discovery”. Cryptologia, 2023, S. 302–317, doi:10.1080/01611194.2022.2060052.
- The Imperial Japanese Navy IKA Cipher Machine. HistoCrypt, 2021, S. 38–47, doi:10.3384/ecp183155.
- Edward Hugh Simpson CB (10 December 1922 – 5 February 2019). Cryptologia, 2019, S. 81–83. doi:10.1080/01611194.2019.1583823.
- Aligning JN-25 messages in depth using weights when the code groups scan. Cryptologia, 2019, S. 84–137. doi:10.1080/01611194.2018.1528311.
- The evolving relationship between mathematics and cryptology, 1951–1952 – SCAG and the beginnings of SCAMP and NSASAB. Cryptologia, 2017, S. 329–387, doi:10.1080/01611194.2016.1219788.
- The Story of Mamba – Aligning Messages Against Recovered Additives. Cryptologia, 2015, S. 210–243, doi:10.1080/01611194.2014.988364.
- Lester Hill Revisited. Cryptologia, 2014, S. 293–332, doi:10.1080/01611194.2014.915260.
- The National Cash Register Company Additive Recovery Machine. Cryptologia, 2014, S. 152–177, doi:10.1080/01611194.2013.797050.
- Lester Hill’s Error-Detecting Codes. Cryptologia, 2012, S. 88–103, doi:10.1080/01611194.2011.632805.
- US Navy Cryptologic Mathematicians during World War II. Cryptologia, 2011, S. 267–276, doi:10.1080/01611194.2011.558609.
- William Dean Wray (1910–1962) the Evolution of a Cryptanalyst. Cryptologia, 2011, S. 73–96, doi:10.1080/01611194.2010.485410.
- Alan Turing’s First Cryptology Textbook and Sinkov’s Revision of it. Cryptologia, 2010,  S. 27–43, doi:10.1080/01611190902908175.
- Algebraic cryptanalysis of SMS4 – Gröbner basis attack and SAT attack compared. Proceedings of the 12th international conference on Information security and cryptology (ICISC’09), 2009, S. 73–86.
- The usability of end user cryptographic products. 2009 Information Security Curriculum Development Conference, 2009, doi:10.1145/1940976.1940988.
- Taking a Cryptology Class to Bletchley Park. Cryptologia, 2008, S. 23–32, doi:10.1080/01611190701548271.
- 2008 Joint Mathematics Meetings Contributed Paper Session – Cryptology for Undergraduates. Cryptologia, 2007, S. 367–367, doi:10.1080/016111907015827750.
- Cryptanalysis of the Vigenère Cipher. 2006, PDF.
- Machine Ciphers. 2006, PDF.
- The Cryptogram by Jules Verne. 2005, PDF.